# Ida von Nagel
Ida von Nagel   (Hofgeismar, 15 de maig de 1917 - Ennigerloh, 29 d'agost de 1971) va ser una genet alemanya, especialista en doma que va competir durant la dècada de 1950.
El 1952 va prendre part en els Jocs Olímpics d'Estiu de Hèlsinki, on va disputar dues proves del programa d'hípica. Guanyà la medalla de bronze en la prova de doma per equips, mentre en la de doma individual fou desena. En ambdues proves va competir amb el cavall Afrika.